# Ted Hampson
Edward George „Ted“ Hampson (* 11. Dezember 1936 in Togo, Saskatchewan) ist ein ehemaliger kanadischer Eishockeyspieler (Center) und -trainer, der von 1959 bis 1976 für die Toronto Maple Leafs, New York Rangers, Detroit Red Wings, Oakland Seals bzw. California Golden Seals und Minnesota North Stars in der National Hockey League sowie für die Minnesota Fighting Saints und Québec Nordiques in der World Hockey Association spielte.

## Karriere
Hampson spielte während seiner Juniorenzeit bei den erfolgreichen Flin Flon Bombers in der Saskatchewan Junior Hockey League. Dreimal spielte er mit diesem Team um den Memorial Cup, den er 1957 gewann. Die Transferrechte an seiner Person besaßen zu dieser Zeit die New York Rangers, doch zunächst er spielte in der American Hockey League bei den Providence Reds und für die Vancouver Canucks in der Western Hockey League. 
Nachdem die Rangers kein Interesse an ihm hatten, verpflichteten ihn die Toronto Maple Leafs. Hier wurde er zwar auch oft bei den Rochester Americans in der AHL eingesetzt, doch er kam in der Saison 1959/60 zu 41 Einsätzen bei den Leafs. Als die Rangers einsahen, dass sie in der Nicht-Verpflichtung einen Fehler begangen hatten, holten sie ihn im Sommer 1960 zurück. In den folgenden beiden Spielzeiten war er Stammspieler bei den Rangers, nachdem er in der dritten Spielzeit auch immer wieder bei den Baltimore Clippers in der AHL eingesetzt wurde, kam es am Ende der Spielzeit zur Trennung. Er wechselte zu den Detroit Red Wings, doch in den ersten zwei Jahren kam er zu nur acht Einsätzen und spielte überwiegend bei den Pittsburgh Hornets in der AHL. Erst in der Saison 1966/67 konnte er Fuß fassen. Als die NHL im Jahr darauf von sechs auf zwölf Franchises erweitert wurde, folgte zur Mitte der nächsten Saison der Wechsel zu den Oakland Seals. Hier zählte er von Anfang an zu den besten Scorern des Teams. In der Saison 1968/69 stellte er mit 26 Toren, 49 Vorlagen und 75 Punkte persönliche Bestleistungen auf. Erst nach dem Umzug der Franchise nach Cleveland konnte Dennis Maruk die Werte knapp übertreffen. Er nahm in diesem Jahr am NHL All-Star Game teil und wurde mit der Bill Masterton Memorial Trophy ausgezeichnet. Im Laufe der Saison 1970/71 wechselte er im Tausch für Tommy Williams zu den Minnesota North Stars.
Zur Saison 1972/73 kehrte er der NHL den Rücken und wechselte nicht zu den New York Islanders, die ihn beim NHL Expansion Draft 1972 ausgewählt hatten, sondern innerhalb der Stadt zu den Minnesota Fighting Saints aus der neu gegründeten World Hockey Association. Hier wurde er als fairster Spieler in der ersten Saison mit der Paul Deneau Trophy ausgezeichnet. Nachdem die Saints in der Saison 1975/76den Spielbetrieb eingestellt hatten, wechselte er noch bis zum Ende der Saison zu den Québec Nordiques.
Nach seiner ersten Trainerstation bei den Bloomington Jr. Stars in der Mid-Western Junior Hockey League übernahm er als Spielertrainer die Oklahoma City Stars in der Central Hockey League. In der Folge war er als Scout bei den North Stars, und dem Central-Scouting-Büro der NHL. Danach wechselte er zu den St. Louis Blues, für die er anfangs auch als Scout tätig war, aber später Vizepräsident und Sportdirektor wurde. Seit 2003 ist er Chefscout der Colorado Avalanche.
Sein Sohn Gord spielte Anfang der 1980er Jahre vier Spiele für die Calgary Flames.

## Sportliche Erfolge
- Memorial Cup: 1957

### Persönliche Auszeichnungen
- SJHL First All-Star Team: 1957
- Bill Masterton Memorial Trophy: 1969
- Paul Deneau Trophy: 1973
- Teilnahme am NHL All-Star Game: 1969
- Teilnahme am WHA All-Star Game: 1973